# Azadegan League
Die Azadegan League ist die zweithöchste Spielklasse im iranischen Fußball nach der Persian Gulf Pro League. Sie wurde nach dem Beschluss des iranischen Fußball-Bundes IRIFF im Jahre 2000 zur Saison 2001/02 eingeführt.
Bis zum Jahr 2001 war die Azadegan League die oberste Spielklasse in Iran. Aber beim Wunsch einer größeren Professionalisierung wurde vom iranischen Fußballverband die Iranian Pro League als oberste Spielklasse neu gegründet. Die zweigeteilte zweite Liga bekam daraufhin den Namen Azadegan League.
Sie besteht aus zwei geographisch getrennten Ligen. Der Sieger einer Saison steigt jeweils in die Iranian Pro League auf und die Zweitplatzierten entscheiden in der Relegation über den dritten Aufsteiger. Dementsprechend steigen auch drei Teams aus der Iranian Pro League ab. Die dreizehnten und vierzehnten der beiden Azadegan Ligen steigen ab.
Die Mannschaften der Azadegan League haben Startrecht beim Hazfi Cup, dem nationalen Pokalwettbewerb.

## Meisterhistorie
| Saison  | Meister                                     | 2. Platz                |
| ------- | ------------------------------------------- | ----------------------- |
| 2001/02 | Esteghlal Ahvaz                             | Sanat Naft Abadan       |
| 2002/03 | Shamoushak Noshahr FC                       | Pegah Gilan FC          |
| 2003/04 | Saba Qom                                    | Malavan FC              |
| 2004/05 | Shahid Ghandi Yazd FC                       | Rah Ahan                |
| 2005/06 | Mes Kerman                                  | Paykan Teheran          |
| 2006/07 | Shirin Faraz                                | Pegah Gilan FC          |
| 2007/08 | Payam Mashhad                               | Sepahan Novin           |
| 2008/09 | Steel Azin FC, Tractor Sazi Täbris          | Shahin Bushehr          |
| 2009/10 | Shahrdari Tabriz, Naft Teheran              | Sanat Naft Abadan       |
| 2010/11 | Damash Gilan                                | Mes Sarcheshmeh         |
| 2011/12 | Paykan Teheran                              | Aluminium Hormozgan     |
| 2012/13 | Gostaresh Foulad FC, Esteghlal Khuzestan FC | PAS Hamadan FC          |
| 2013/14 | Padideh Khorasan                            | Naft Masjed Soleyman FC |
| 2014/15 | Foolad Novin                                | Siah Jamegan            |
| 2015/16 | Paykan Teheran                              | Machine Sazi            |
| 2016/17 | Pars Jonoubi                                | Sepidrood Rasht         |
| 2017/18 | Naft Masjed Soleyman FC                     | FC Nassaji Mazandaran   |
| 2018/19 | Gol Gohar Sirjan FC                         | Shahin Bushehr          |
| 2019/20 | Mes Rafsanjan FC                            | Aluminium Arak FC       |
| 2020/21 | Fajr Sepasi                                 | Havadar SC              |
| 2021/22 | Malavan Anzali                              | Mes Kerman              |
| 2022/23 | Shams Azar FC                               | Esteghlal Khuzestan FC  |
| 2023/24 | FC Kheybar Khorramabad                      | Chadormalou Ardakan SC  |